# 奧康納峰
奧康納峰（英語：O'Connor Peak），是南極洲的山峰，位於南喬治亞群島，處於巴夫半島，海拔高度675米，由挪威探險隊繪入地圖，該山峰由英國海外領土管轄。